# Ивановская газета
«Ивановская газета» — российская еженедельная общественно-политическая газета, распространяемая на территории Ивановской области. Является официальным изданием для опубликования нормативных правовых актов региона. На базе редакции действует мультиформатный медиахолдинг «Ивановские газеты».

## История

### Основание
Процесс создания газеты начался в августе 1990 года, когда областной Совет сформировал комиссию по учреждению собственного печатного органа. Изначально планы были более масштабными: предполагалось выпускать газету формата А2 с тиражом 80 000 экземпляров и стоимостью 10 копеек за номер. На конкурс по выбору названия поступило более 350 предложений.
Официальное решение «Об учреждении газеты областного Совета народных депутатов» было принято 23 ноября 1990 года на сессии Ивановского областного Совета (103 депутата — «за», 42 — «против»). На должность главного редактора рассматривалось пять кандидатур, среди которых были уполномоченный по делам религий Евгений Богородский и редактор газеты «Ленинец» Аркадий Романов, однако они не дали согласия баллотироваться. 10 декабря 1990 года на этот пост был утверждён корреспондент-обозреватель газеты «Рабочий край» Виктор Соколов. У истоков создания «ИГ» также стояли журналисты Игорь Антонов, Михаил Колчинский и Андрей Гладунюк.
Постановлением Президиума областного Совета № 99 от 7 декабря 1990 года была определена первоначальная периодичность выпуска — пять раз в неделю на восьми полосах формата А3. Официальная регистрация СМИ состоялась 14 декабря 1990 года (регистрационный номер 44).

### Становление и развитие (1991—2002)
Выпуск газеты столкнулся с трудностями: областная типография отказывалась печатать новое издание. В результате пилотный номер тиражом 20 000 экземпляров был отпечатан в июне 1991 года в кинешемской типографии. Он вышел под названием «Крутицкая, 9» (по первому адресу редакции) и открывался словами: «Итак, мы начинаем… Сегодня Вы, дорогие читатели, берете в руки первый выпуск новой областной газеты…».
Первый полноценный номер «Ивановской газеты» вышел в свет 4 июля 1991 года с тиражом 10 000 экземпляров. В аннотации к выпуску миссия издания описывалась так: «оперативная и разнообразная информация о событиях в области, стране, мире», «надежная защита ваших социальных интересов и гражданских прав». Позиция газеты во время августовского путча 1991 года, когда она поддержала демократические силы, способствовала резкому росту популярности. В результате в течение нескольких месяцев тираж превысил 60 000 экземпляров.
1 сентября 1991 года было утверждено первое штатное расписание из 49 единиц, включавшее отделы информации, рекламы, писем, экономики и общеполитический отдел. В уставе редакции, принятом в 1994 году, основная задача определялась как «распространение всесторонней общественно значимой информации о жизни Ивановской области... в интересах населения». Издание одним из первых в регионе перешло на компьютерный набор и вёрстку.
В середине 1990-х годов «Ивановская газета» стала технологическим и организационным центром для муниципальной прессы. В 1997 году был реализован пилотный проект по переводу палехской газеты «Призыв» на компьютерную вёрстку и офсетную печать, что стало прообразом будущего медиахолдинга.

### Трансформация и цифровизация (с 2002 года)
С 2002 года начался новый этап развития издания, связанный с модернизацией и переходом в цифровое пространство.
- 2002: После ухода Виктора Соколова редакцию возглавил его заместитель Игорь Антонов. При нём издание вошло в список 50 ведущих газет России и было развито направление издательской деятельности. С осени того же года главным редактором стала Юлия Загвозкина, которая провела омоложение творческого коллектива[1].
- 2006: При главном редакторе Марии Ауге газета временно меняла формат с А3 на А2, а также запустила свой первый веб-сайт ivgazeta.ru[1].
- 2008: Сергей Кустов, возглавивший издание, запустил еженедельный выпуск-«толстушку» для увеличения розничных продаж[1].
- 2012–2013: Под руководством Андрея Бобровицкого газета перешла на четырёхразовый выход в неделю и запустила экономическое приложение «Бизнес-клуб»[1].
- 2014: При Фёдоре Лапине началась разработка проекта по объединению государственных СМИ региона в медиахолдинг и была создана система приёма рекламы в районные газеты по принципу «одного окна»[1].
- 2019: Газету возглавила Елизавета Никитина. На базе редакции был создан новостной портал Ивановской области «Известно.ру». Официальный сайт газеты был зарегистрирован как самостоятельное сетевое издание «Ивановская газета - сайт» (свидетельство ЭЛ № ФС 77-77098)[7].
- 2022: Директором и главным редактором назначен Андрей Кузьмичёв. С его приходом редакция была преобразована в мультиформатный центр с собственными звуко- и видеостудиями[1].

## Современное производство
По состоянию на 2021 год, еженедельный выпуск газеты печатается в ивановской типографии «Гранат». Производственный процесс начинается с получения типографией электронных макетов полос от редакции. На их основе изготавливаются металлические печатные формы, которые устанавливаются в рулонную печатную машину. Печать номера происходит в ночь с понедельника на вторник.

## Оценки и значение
В июле 2016 года на праздновании 25-летия издания губернатор Павел Коньков назвал «Ивановскую газету» «главной ивановской газетой», а спикер облдумы Виктор Смирнов отметил, что она сохранила «своё лицо». По данным на 2021 год, изданию на протяжении десятилетия удавалось сохранять тираж на одном уровне, что свидетельствует о его стабильной аудитории и устойчивости на рынке печатных СМИ.
Издание стало «кузницей кадров» для региональной журналистики. Его первый редактор Виктор Соколов является одним из основателей кафедры журналистики в Ивановском государственном университете. Среди бывших авторов — будущие редакторы и медиаменеджеры, такие, как Фёдор Лапин, Юлия Бурганова и Ольга Спиридонова. Газета стала стартовой площадкой для журналистов, получивших известность благодаря резонансным публикациям — например, цикла материалов Михаила Кованцева о ядерном взрыве в Заволжье и криминальных репортажей Олега Чугунова.
Профессионализм коллектива отмечен наградами. В 2016 году шеф-редактор Андрей Гладунюк был удостоен почётного знака Союза журналистов России «За заслуги перед профессиональным сообществом».
В июле 2025 года издание отметило 35-летний юбилей. Значимость газеты как исторического источника была подчёркнута официальным поздравлением от Государственного архива Ивановской области.

## Главные редакторы
- Виктор Григорьевич Соколов (1990—2002)
- Игорь Павлович Антонов (2002)
- Юлия Загвозкина (2002—2006)
- Мария Ауге (2006—2008)
- Сергей Борисович Кустов (апрель 2008 — июль 2012)
- Андрей Александрович Бобровицкий (август 2012 — январь 2014)
- Юлия Загвозкина (февраль 2014 — октябрь 2014)
- Андрей Александрович Бобровицкий (октябрь 2014 — декабрь 2014, и. о.)
- Фёдор Владимирович Лапин (декабрь 2014 — сентябрь 2019)
- Елизавета Анатольевна Никитина (сентябрь 2019 — март 2022)
- Андрей Евгеньевич Кузьмичёв (с марта 2022)